# Нови поредак (нацизам)
Нови поредак (њем. Neuordnung) био је политички поредак у Европи који је нацистичка Њемачка жељела да наметне освојеним областима под својом влашћу. Успостављање Новог поретка почело је много прије избијања Другог свјетског рата, али га је Адолф Хитлер јавно прогласио 1941. године: „Година 1941. биће, увјерен сам, историјска година великог европског новог поретка!”
Између осталог, то је подразумјевало стварање пангерманске расне државе, структуриране према нацистичкој идеологији, како би се обезбједило постојање перципиране аријско-нордијске више расе, консолидовати масивну територијалну експанзију на средњу и источну Европу кроз колонизацију њемачких досељеника, постићи физичку уништење Јевреја, Словена (нарочито Пољака и Руса), Рома („Цигана”) и других који се сматрају „недостојним живота”, као и истребљене, протјеривање или поробљавање већине словенских народа и других који се сматрају „расно инфериорним.” Жеља нацистичке Њемачке за агресивним територијалним експанзионизмом била је једна од најважнијих узрока Другог свјетскго рата.
Историчари су и даље подијељени око крајњих циљева, појединин вјерују да је трабло да се ограничи на превласт нацистичке Њемачке у Европи, док други сматрају да је то била одскочна даска за коначно освајање свијета и успостављање свјетске владе под њемачком контролом.
Фирер је изразио своје непоколебљиво увјерење да ће Рајх бити господар цијеле Европе. Мораћемо да се упустимо у још многе борбе, али оне ће несумњиво довести до најљепших побједа. Одатле је пут до свјетске превласти управо извјестан. Ко бог буде имао превласт над Европом, тиме ће преузети вођство у свијету.— Јозеф Гебелс, министар пропаганде Трећег рајха, 8. мај 1943.